# James Murray (Schauspieler, 1975)

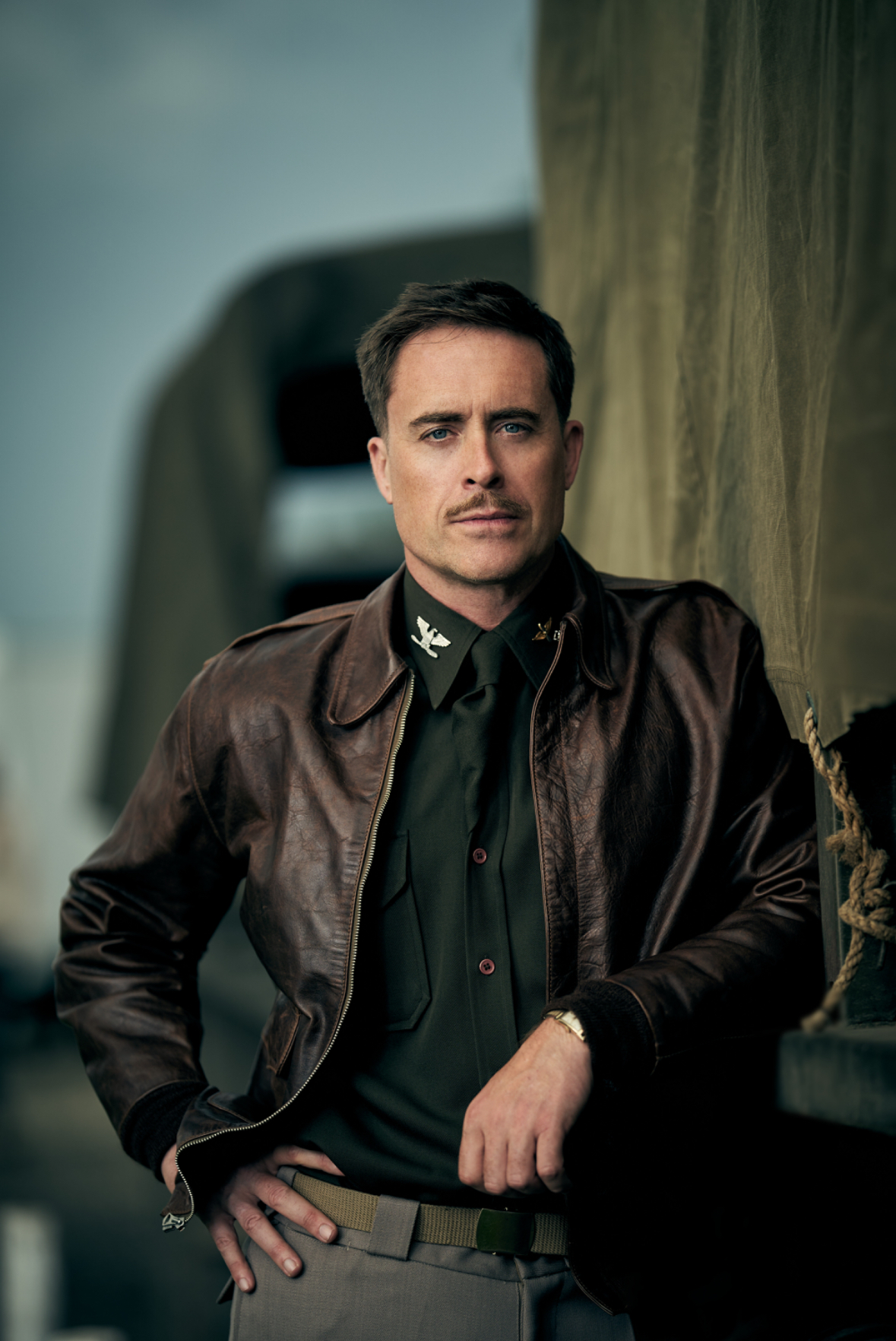
James Murray (2024)

James Murray (* 22. Januar 1975 in Greater Manchester) ist ein britischer Schauspieler.

## Leben
Murray wurde 1975 in Greater Manchester geboren. Bereits mit vier Jahren trat er in einer Folge der Fernsehserie Shoestring auf. Seine erste größere Rolle hatte er in der Seifenoper Coronation Street, wo er 1998 Sandy Hunter spielte. Danach begann er vornehmlich im Fernsehen zu schauspielern, unter anderem in den Fernsehserien North Square (2000), Cutting It (2004–2005) und 20 Things to Do Before You’re 30 (2003).
In den Jahren 2007 und 2008 spielte er in der Fernsehserie Primeval – Rückkehr der Urzeitmonster den Assistenten Stephen Hart. Er ist außerdem in It’s Alive, einem Remake des Films Die Wiege des Schreckens und der Fantasy-Serie Kröd Mändoon and the Flaming Sword of Fire zu sehen.
Seit Juni 2014 hatte er die Hauptrolle des Bürgermeisters Niles Pottinger in der US-amerikanischen Fernsehserie Defiance inne.

## Privatleben
Murray ist seit 2007 mit Sarah Parish (Co-Star in der Serie Cutting It) verheiratet. Ihre erste gemeinsame Tochter starb im Januar 2009 nach acht Monaten an einem angeborenen Herzfehler. 2009 kam eine weitere Tochter zur Welt.

## Filmografie (Auswahl)

### Serien
- 1998: Coronation Street (5 Episoden)
- 2001: Monarch of the Glen
- 2000: North Square (10 Episoden)
- 2004–2005: Cutting It (12 Episoden)
- 2006: Agatha Christie’s Marple (Episode The Sittaford Mystery)
- 2007: 20 Things to Do Before You’re 30 (7 Episoden)
- 2007–2008: Primeval – Rückkehr der Urzeitmonster (Primeval, 13 Episoden)
- 2009: Kröd Mändoon and the Flaming Sword of Fire (4 Episoden)
- 2011: Chaos (13 Episoden)
- 2012: New Tricks – Die Krimispezialisten (New Tricks, Episode 9x07)
- 2013: Death in Paradise (Episode 2x06)
- 2013: Inspector Barnaby (Midsomer Murders, Episode 16x01)
- 2014–2015: Defiance (14 Episoden)
- 2015: Cucumber (6 Episoden)
- 2016: Die Medici (I Medici, Episode 1x05)
- 2016: Suspects (6 Episoden)
- 2020–2021: McDonald & Dodds (5 Episoden)
- 2022–2023: The Crown (13 Episoden)
- 2024: Masters of the Air (5 Episoden)
- 2024: Geek Girl (4 Episoden)

### Filme
- 1993: Turtles III
- 2000: Kevin und Perry tun es (Kevin & Perry Go Large)
- 2001: Phoenix Blue
- 2002: Nailing Vienna
- 2005: Die Liebe der Fancy Day (Under the Greenwood Tree) (Fernsehfilm)
- 2008: It’s Alive
- 2019: 6 Underground
- 2024: Die Fotografin (Lee)